# Joshua Cristall
Joshua Cristall (1767-1847) est un peintre britannique. Il est un temps président de la Royal Watercolour Society.

## Biographie

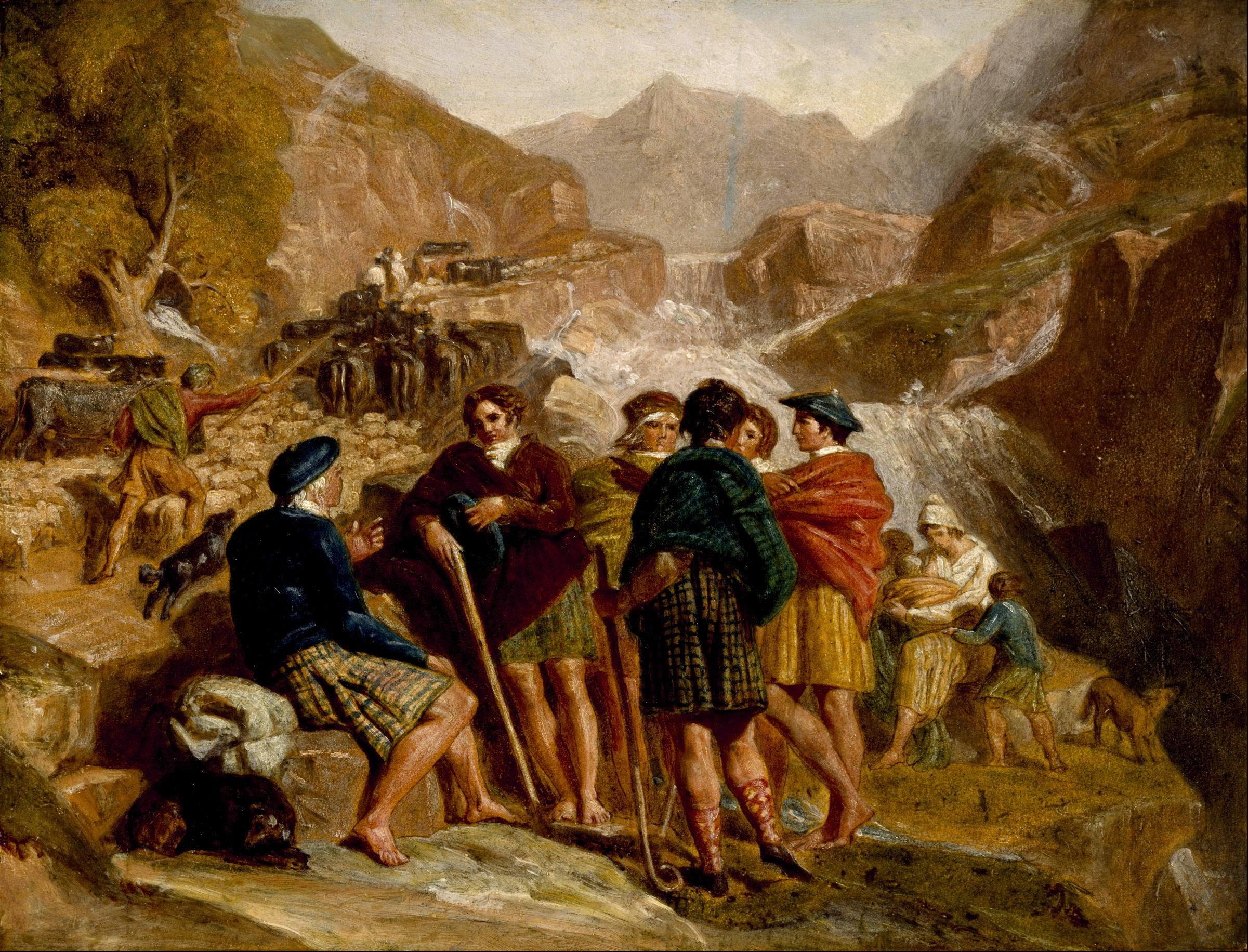
Conseil des montagnards

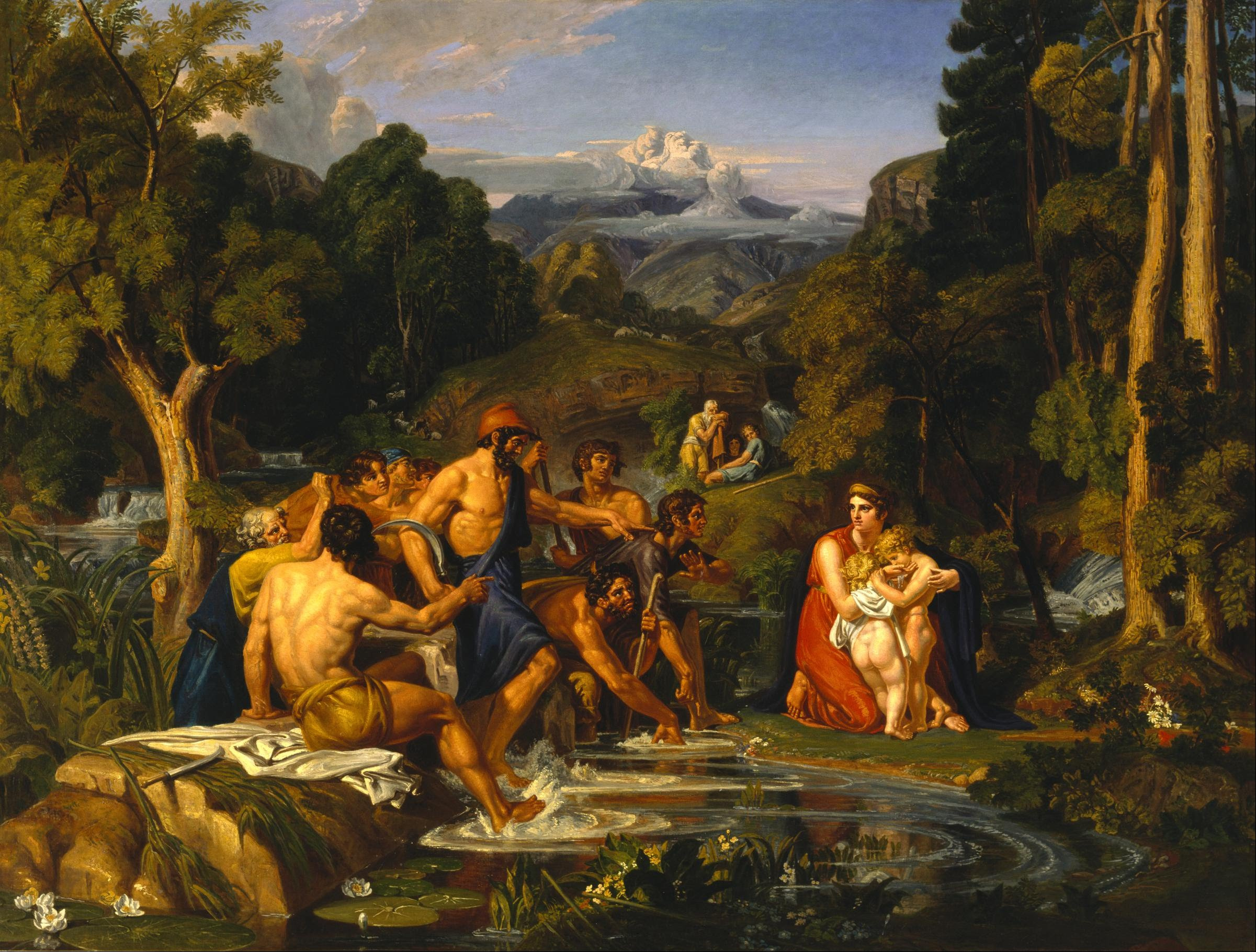
Latone et les paysans lyciens.

Joshua Cristall est né à Camborne en Cornouailles. Sa mère partage et inspire à son fils le goût de l'art classique. Son père est écossais et farouchement opposé aux goûts artistiques de son fils, mais sa mère l'aide secrètement dans ses efforts pour étudier l'art. Il est rejoint à l'école de Londres par sa sœur Ann Batten Cristall, qui devient poète et institutrice. Il est d'abord apprenti chez un marchand de porcelaine à Rotherhithe, mais après avoir trouvé cette affaire trop ennuyeuse, il part pour les poteries du Staffordshire, où il trouve un emploi comme peintre sur porcelaine. Trouvant ce travail trop monotone, il se rend à Londres et commence une vie de grandes privations et de durs efforts pour étudier les beaux-arts. Aidé en secret par sa mère, il persévère dans ses efforts, et finit par être admis à l'école de l'Académie royale, où il fait de rapides progrès. Il est connu de Thomas Monro, chez qui il rencontre les aquarellistes montants de l'époque.

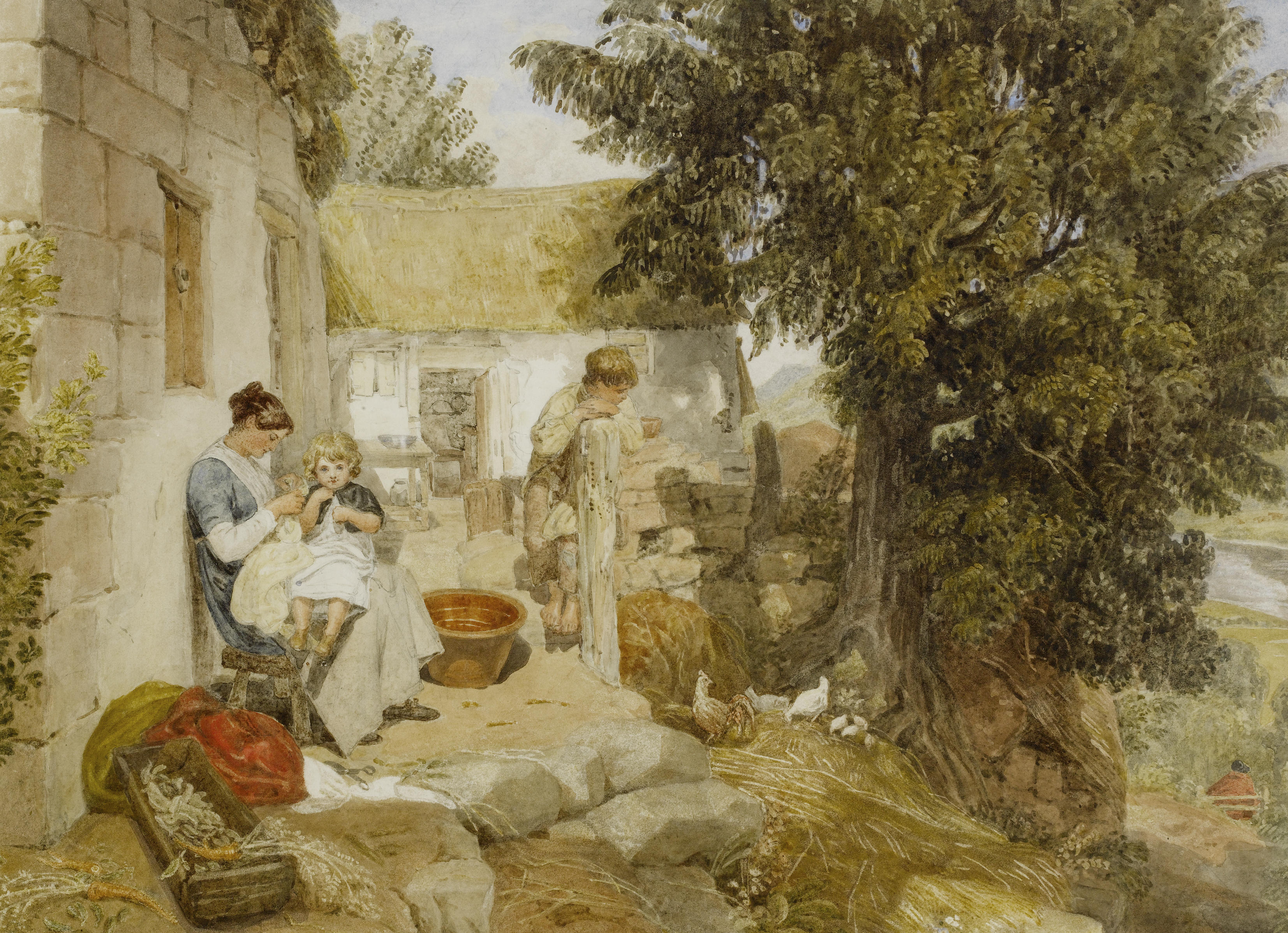
Un chalet sur le côté de Symond's Rock

En 1805, il devient l'un des fondateurs de la Royal Watercolour Society et y fait la première exposition publique de ses œuvres, continuant à y exposer pendant de nombreuses années, puis en devenant le président. En 1822, sa santé déclinant, Cristall se rend à Goodrich on the Wye, où il a acheté une maison et vit des années heureuses, jusqu'à ce que la perte de sa femme en 1840 le pousse à nouveau à Londres, où il meurt en 1847. Son corps est enterré à côté de sa femme à Goodrich, comme il l'avait demandé.

## Travaux
Dans les premières années, il travaille sur des figures classiques avec des paysages, tels que ses Lycidas, Jugement de Paris, Hylas et les Nymphes, et Diana et Endymion, mais il va plus tard vers des sujets de genre et des groupes rustiques. Vers 1813, il s'essaie à la peinture de portraits, avec des arrière-plans de paysage sans couleur de corps. En tant qu'aquarelliste, Cristall acquiert une position honorable grâce à la liberté et à la simplicité de son style et de sa manière d'exécution. Cinq de ses dessins (dont The Young Fisher-Boy et The Fish Market on Hastings Beach) se trouvent au Victoria and Albert Museum. Cristall est l'un des premiers membres de la Sketching Society. Il fournit également certaines des figures classiques dans les paysages de Barret et certains groupes dans Scotch Scenery de George Fennell Robson.